# Noël Milarew Odingar
Noël Milarew Odingar est un homme politique tchadien, né en 1932 à Dowalé-Béboto dans la région du Logone Oriental et mort le 4 mai 2007. Chef d'état-major de l'armée nationale tchadienne, il joue un rôle majeur lors du coup d'État qui renverse le président François Tombalbaye le 13 avril 1975. Il est chef de l'État par intérim pendant deux jours, jusqu'au 15 avril, date à laquelle le Conseil supérieur militaire choisit Félix Malloum pour lui succéder.

## Biographie
À Sara , Odingar est né en 1932. Diplômé de l'académie militaire française, il entreprend une carrière rapide. En 1965, Odingar, avec le grade de major, prend le poste de commandant des forces armées tchadiennes (FAT). cela a renforcé la domination du gouvernement par Sara.
En 1968, la situation militaire dans le pays s'était gravement détériorée après la création du groupe d'insurgés rebelles FROLINAT en 1966 et la perte de contrôle qui en a résulté sur le gouvernement de nombreuses régions musulmanes du pays. En conséquence, le président François Tombalbaye a demandé à la France d'envoyer des troupes pour aider à vaincre les rebelles. les seuls à s'être opposés, en vain, à cette décision, ont été le ministre Bangui et le colonel Odingar, qui s'est opposé à ce que le projet infigure la suzeraineté du Tchad.
Au fil des années, Odingar obtint de nouvelles promotions: au début de 1975, il était devenu général et commandant par intérim des 4 000 soldats de la FAT. Un mécontentement grandissait dans les rangs de l'armée: ces deux dernières années, l'action de Tombalbaye était devenue de plus en plus irrégulière et, en 1973, il avait jeté en prison le général Félix Malloum, commandant de la FAT . Ce fut une autre purge dans l'armée, dans laquelle Tombalbaye avait arrêté les commandants de la gendarmerie (la police militaire), qui déclencha le coup d'État de 1975 : le 13 avril au matin, des unités de la gendarmerieattaqué le palais présidentiel. Tandis que ceux-ci combattaient avec la garde du président, Odingar est arrivé avec des renforts et a pris ses fonctions. Tous les combats ont pris fin à 8 h 30 du matin. Tombalbaye serait décédé des suites des blessures reçues au cours de la bataille et les coupistes auraient pris le palais triomphalement. Odingar s'était déjà adressé à la radio pour annoncer que les forces armées avaient "exercé leurs responsabilités devant Dieu et la nation", tandis que la population de la capitale déferlait dans les rues pour célébrer la mort de Tombalbaye.
Odingar et l'armée ont justifié leurs actes dans un communiqué militaire accusant Tombalbaye d'avoir divisé le pays, d'avoir placé les tribus les unes contre les autres et d'avoir humilié les militaires. Pendant ce temps, Odingar, commandant par intérim et chef de l’État, a bouclé toutes les routes menant à la capitale et imposé un couvre-feu à la ville.
Félix Malloum et les autres officiers emprisonnés ont été immédiatement libérés par les coupistes. Déjà le 15 avril un Conseil militaire suprême ( Conseil supérieur militaire ou CSM) a été formé, une junte militaire de neuf membres dont le président a été choisi pour être Malloum, qui a réussi si paisiblement à Odingar en tant que chef de l' État.